# Шолаккаргалинський сільський округ
Шолаккаргали́нський сільський округ (каз. Шолаққарғалы ауылдық округі, рос. Шолаккаргалинский сельский округ) — адміністративна одиниця у складі Жамбильського району Алматинської області Казахстану. Адміністративний центр — село Умбетали Карібаєва.
Населення — 8358 осіб (2021; 5541 у 2009, 4941 у 1999, 4879 у 1989).
Станом на 1989 рік існувала Новоросійська сільська рада (села Кірово, Новоросійськ, Шолаккаргали) з центром у селі Кірово.

## Склад
До складу округу входять такі населені пункти:
| Населений пункт          | Стара назва  | Населення, осіб (1989) | Населення, осіб (1999) | Населення, осіб (2009) | Населення, осіб (2021) |
| ------------------------ | ------------ | ---------------------- | ---------------------- | ---------------------- | ---------------------- |
| Касимбек, село           | Новоросійськ | 2095                   | 2016                   | 2326                   | 4025                   |
| Умбетали Карібаєва, село | Кірово       | 2293                   | 2501                   | 2687                   | 3649                   |
| Шолаккаргали, село       | -            | 491                    | 424                    | 528                    | 684                    |